# Beiqi Xiaozhaodi
Beiqi Xiaozhaodi of Gao Yan  (Chinees: (高演)) (persoonlijke naam) (535-561) was keizer van China van de Noordelijke Qi-dynastie.
Gao Yan was de broer van keizer Beiqi Wenxuandi, de stichter van de dynastie. De zoon van Beiqi Wenxuandi, Beiqi Feidi was amper veertien jaar toen hij de troon besteeg. Na negen maand zette hij Feidi af en kroonde zichzelf tot keizer, maar voor hij goed en wel kon regeren viel hij tijdens een jachtpartij van zijn paard en stierf aan zijn verwondingen. Gao Yan werd opgevolgd door zijn broer Beiqi Wuchengdi.